# Eulitopus splendidus
Eulitopus splendidus là một loài bọ cánh cứng trong họ Cerambycidae.